# Force feedback
Force feedback (форс-фидбэк) — тактильная обратная связь игрового руля, джойстика или любого другого игрового контроллера в компьютерных играх.
Виды:

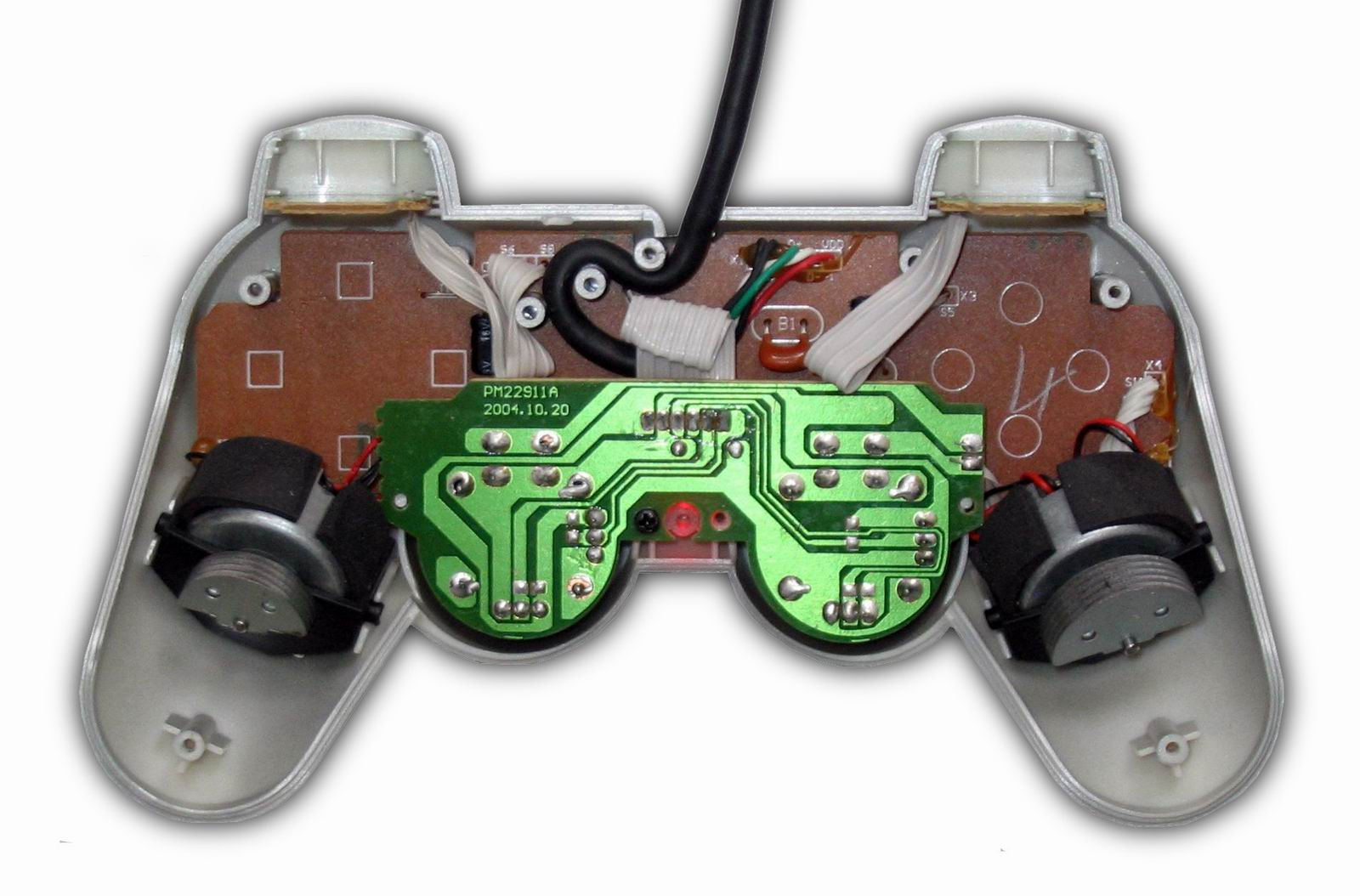
Геймпад внутри; в ручках видны моторы, обеспечивающие обратную связь

- Активный — при определённых игровых ситуациях руль самостоятельно поворачивается в ту или иную сторону (для джойстика — отклонение рычага).
- Пассивный — в руле стоит пружина, и при его отклонении она возвращает руль в исходное положение.
- Вибрация — при определённых игровых моментах руль начинает вибрировать.